# HD 100825
HD 100825 är en ensam stjärna belägen i den mellersta delen av stjärnbilden Kentauren som också har Bayer-beteckningen C2 Centauri. Den har en skenbar magnitud av ca 5,26 och är svagt synlig för blotta ögat där ljusföroreningar ej förekommer. Baserat på parallax enligt Gaia Data Release 2 på ca 17,4 mas, beräknas den befinna sig på ett avstånd på ca 187 ljusår (ca 58 parsek) från solen. Den rör sig bort från solen med en heliocentrisk radialhastighet på ca 5 km/s. Stjärnan ingår i Sirius superhop av stjärnor med gemensam egenrörelse.

## Egenskaper
HD 100825 är en gul till vit stjärna i huvudserien av spektralklass F0 V och är en Am-stjärna eller metallinjestjärna. Den har en massa som är ca 1,6 solmassor, en radie som är ca 2,7 solradier och har ca 21 gånger solens utstrålning av energi från dess fotosfär vid en effektiv temperatur av ca 7 700 K.